# Martí Márquez
Martí Márquez Román (Llinás del Vallés, 9 de febrero de 1996) es un ciclista español que fue profesional entre 2020 y 2024.

## Trayectoria
Destacó como amateur en las filas del conjunto Lizarte consiguiendo victorias como la Vuelta a Galicia. Debutó como profesional en 2020 con el Equipo Kern Pharma. Con ellos estuvo durante toda su carrera, la cual finalizó en 2024.

## Palmarés
- No consiguió victorias como profesional.

## Equipos
- Equipo Kern Pharma (2020-2024)